# Elverum Fotball 2013
Questa voce raccoglie le informazioni riguardanti l'Elverum Fotball nelle competizioni ufficiali della stagione 2013.

## Stagione
L'Elverum, neopromosso nella 1. divisjon, chiuse la stagione al 16º posto, retrocedendo così nella 2. divisjon. L'avventura nella Coppa di Norvegia 2013 si chiuse invece al terzo turno, con l'eliminazione per mano del Bodø/Glimt. Il calciatore più utilizzato in stagione fu Peder Nersveen, con 31 presenze (28 in campionato e 3 in coppa). Kent Håvard Eriksen fu invece il miglior marcatore, a quota 12 reti (tutte in campionato).

## Maglie e sponsor
Lo sponsor tecnico per la stagione 2013 fu Umbro, mentre lo sponsor ufficiale Sparebanken Hedmark. La divisa casalinga era composta da una maglietta bianca con inserti neri, pantaloncini e calzettoni neri.
| Casa | Trasferta |

## Rosa
| N. |                     | Ruolo | Calciatore          |
| -- | ------------------- | ----- | ------------------- |
| 1  | Svezia (bandiera)   | P     | Fredrik Tervaniemi  |
| 2  | Norvegia (bandiera) | D     | Peder Nersveen      |
| 3  | Svezia (bandiera)   | D     | Petter Lennartsson  |
| 4  | Norvegia (bandiera) | D     | Tom Vidar Martinsen |
| 5  | Norvegia (bandiera) | D     | Stian Lund          |
| 6  | Norvegia (bandiera) | C     | Ola Erling Korbøl   |
| 7  | Norvegia (bandiera) | C     | Ellmahdi Bellhcen   |
| 8  | Norvegia (bandiera) | C     | Håkon Rønes         |
| 9  | Norvegia (bandiera) | A     | Imad Ouhadou        |
| 10 | Norvegia (bandiera) | C     | Dardan Rexhaj       |
| 11 | Norvegia (bandiera) | A     | Ulrik Balstad       |
| 12 | Norvegia (bandiera) | P     | Yngve Sandbuløkken  |
| 13 | Nigeria (bandiera)  | A     | Emeh Izuchukwu      |

| N. |                     | Ruolo | Calciatore            |
| -- | ------------------- | ----- | --------------------- |
| 14 | Norvegia (bandiera) | C     | Kristoffer Holtung    |
| 15 | Norvegia (bandiera) | A     | Sturla Hoberg         |
| 16 | Norvegia (bandiera) | C     | Remi Andre Svindland  |
| 17 | Norvegia (bandiera) | C     | Siavash Mobasheri     |
| 18 | Norvegia (bandiera) | D     | Lars Christer Kleiven |
| 19 | Norvegia (bandiera) | A     | Martin Brekke         |
| 20 | Norvegia (bandiera) | C     | Kristian Bråtebæk     |
| 21 | Norvegia (bandiera) | ?     | Mats Hanstad          |
| 22 | Norvegia (bandiera) | P     | Magnus Aas            |
| 23 | Norvegia (bandiera) | C     | Vegar Moen            |
| 24 | Norvegia (bandiera) | ?     | Erlend Karlsen        |
| 26 | Gambia (bandiera)   | D     | Mohammed Mbye         |
| 30 | Norvegia (bandiera) | A     | Kent Håvard Eriksen   |

## Calciomercato

### Sessione invernale(dal 01/01 al 31/03)
| Acquisti | Acquisti           | Acquisti    | Acquisti   |
| R.       | Nome               | da          | Modalità   |
| -------- | ------------------ | ----------- | ---------- |
| D        | Petter Lennartsson |             | svincolato |
| C        | Ola Erling Korbøl  | Kongsvinger | definitivo |
| C        | Imad Ouhadou       | Skeid       | definitivo |
| A        | Martin Brekke      |             | svincolato |
| A        | Emeh Izuchukwu     | Ranheim     | definitivo |

| Cessioni | Cessioni            | Cessioni        | Cessioni   |
| R.       | Nome                | a               | Modalità   |
| -------- | ------------------- | --------------- | ---------- |
| P        | Anders Antonsen     |                 | svincolato |
| C        | Piotr Gdak          |                 | svincolato |
| A        | Even Bugge          | Ottestad        | definitivo |
| A        | Jean Alassane Mendy | Kristiansund BK | definitivo |
| A        | Øyvind Mellum       |                 | svincolato |
| A        | Mattis Nerheim      | Ottestad        | definitivo |

### Sessione estiva(dal 15/07 al 10/08)
| Acquisti | Acquisti           | Acquisti  | Acquisti   |
| R.       | Nome               | da        | Modalità   |
| -------- | ------------------ | --------- | ---------- |
| P        | Yngve Sandbuløkken | Flisa     | definitivo |
| D        | Mohammed Mbye      | Assyriska | definitivo |

| Cessioni | Cessioni | Cessioni | Cessioni |
| R.       | Nome     | a        | Modalità |
| -------- | -------- | -------- | -------- |

## Risultati

### 1. divisjon

#### Girone di andata
| Arbitro: | Lundby (Trondheim) |

|                                    |           |            |
| Tømmernes 20’ Torske 24’ Mendy 41’ | Marcatori | 67’ Brekke |

| Arbitro: | Gya |

|             |           |           |
| Holtung 66’ | Marcatori | 50’ Rasch |

| Arbitro: | Ahlsen |

|                                |           |  |
| T. Braaten 16’, 28’ Laajab 60’ | Marcatori |  |

| Arbitro: | Hansen |

|                          |           |                  |
| Bråtebæk 66’ Eriksen 77’ | Marcatori | 15’, 37’ Nystuen |

| Arbitro: | Gya |

|           |           |  |
| Tønne 64’ | Marcatori |  |

| Arbitro: | Steen |

|               |           |                                                         |
| Izuchukwu 13’ | Marcatori | 48’ Reginiussen 65’ Rønning 75’ (rig.) Aas 85’ Krogstad |

| Arbitro: | Tennøy |

|  |           |            |
|  | Marcatori | 41’ Brekke |

| Arbitro: | Rafiq |

|  |           |                           |
|  | Marcatori | 20’ (rig.), 22’ Kirkevold |

| Arbitro: | Moen |

|                                        |           |                        |
| Tveter 11’, 43’ Karoliussen 52’ (rig.) | Marcatori | 64’ (aut.) Karoliussen |

| Arbitro: | Borgersen (Oslo) |

|                                     |           |                                           |
| Brekke 10’, 47’ Bråtebæk 76’ (rig.) | Marcatori | 19’ Trondsen 34’, 54’ Boli 89’ Stokkelien |

| Bryne 31 luglio 2013, ore 19:00 11ª giornata                       | Bryne     | 1 – 1 referto | Elverum | Bryne Stadion (1.428 spett.) |
| \| \| \| \| \| Andersen 5’, 27’, 59’ \| Marcatori \| 8’ Eriksen \| |           |               |         |                              |
|                                                                    |           |               |         |                              |
| Andersen 5’, 27’, 59’                                              | Marcatori | 8’ Eriksen    |         |                              |

| Arbitro: | Moen |

|  |           |           |
|  | Marcatori | 77’ Lamøy |

| Arbitro: | Hansen |

|  |           |                  |
|  | Marcatori | 80’ (rig.) Stene |

| Arbitro: | Kringstad |

|  |           |                                       |
|  | Marcatori | 17’ Martinsen 32’ Balstad 35’ Eriksen |

| Elverum 2 giugno 2013, ore 18:00 15ª giornata            | Elverum   | 0 – 2 referto          | Hødd | Sentralidrettsplassen (388 spett.) |
| \| \| \| \| \| \| Marcatori \| 16’ Standal 82’ Sandal \| |           |                        |      |                                    |
|                                                          |           |                        |      |                                    |
|                                                          | Marcatori | 16’ Standal 82’ Sandal |      |                                    |

#### Girone di ritorno
| Arbitro: | Lundby |

|                    |           |                        |
| Rønning 9’ Aas 70’ | Marcatori | 16’ Ouhadou 83’ Brekke |

| Arbitro: | Tennøy |

|                                  |           |                                   |
| Eriksen 29’ (rig.) Izuchukwu 80’ | Marcatori | 4’ Tømmernes 34’ El Haj 61’ Mendy |

| Arbitro: | Steen |

|                          |           |                               |
| Lamøy 2’ Torp 80’ (rig.) | Marcatori | 27’ Izuchukwu 90’ Lennartsson |

| Arbitro: | Toppe |

|                                               |           |         |
| Nersveen 11’ Eriksen 14’, 17’ Brekke 24’, 49’ | Marcatori | 28’ Aas |

| Arbitro: | Ahlsen |

|                          |           |  |
| White 2’ Moen Hansen 36’ | Marcatori |  |

| Arbitro: | Kringstad |

|             |           |                        |
| Eriksen 63’ | Marcatori | 77’ Laajab 85’ Imingen |

| Arbitro: | Borgersen (Oslo) |

|                        |           |             |
| Martinsen 29’ Rafn 90’ | Marcatori | 90’ Eriksen |

| Arbitro: | Ahlsen |

|  |           |                          |
|  | Marcatori | 3’ Vindenes 52’ Kallevåg |

| Nedre Eiker 22 settembre 2013, ore 18:00 24ª giornata                                            | Mjøndalen | 3 – 2 referto        | Elverum | Mjøndalen Stadion (916 spett.) |
| \| \| \| \| \| Diomande 17’ Hansen 24’ Olsen Solberg 90’ \| Marcatori \| 13’ Rønes 90’ Brekke \| |           |                      |         |                                |
|                                                                                                  |           |                      |         |                                |
| Diomande 17’ Hansen 24’ Olsen Solberg 90’                                                        | Marcatori | 13’ Rønes 90’ Brekke |         |                                |

| Arbitro: | Eskås |

|                               |           |                       |
| Eriksen 49’ (rig.) Brekke 65’ | Marcatori | 66’ Adebahr 82’ Dahle |

| Arbitro: | Toppe |

|                                               |           |             |
| Rekdal 4’ Törnqvist 54’ Ertsås 70’ Sandal 74’ | Marcatori | 81’ Hanstad |

| Arbitro: | Gya |

|  |           |                                                   |
|  | Marcatori | 23’ Rasch 71’ Skogmo 72’, 84’ Tveter 84’ Vestvatn |

| Arbitro: | Hagenes |

|                               |           |                       |
| Stokkelien 20’, 79’ Kassi 31’ | Marcatori | 24’, 44’, 88’ Eriksen |

| Arbitro: | Moen |

|             |           |                  |
| Balstad 15’ | Marcatori | 41’, 41’ Khalili |

| Arbitro: | Eskås |

|                     |           |            |
| Solum 62’ Bamba 89’ | Marcatori | 66’ Rexhaj |

### Coppa di Norvegia
| Arbitro: | Frydenlund |

|  |           |                          |
|  | Marcatori | 43’ Brekke 46’ Izuchukwu |

| Arbitro: | Rafiq |

|                      |           |  |
| Izuchukwu 45’ (rig.) | Marcatori |  |

| Arbitro: | Ahlsen |

|                       |           |  |
| Laajab 25’ Ndiaye 90’ | Marcatori |  |

## Statistiche

### Statistiche di squadra
| Competizione      | Punti | In casa | In casa | In casa | In casa | In casa | In casa | In trasferta | In trasferta | In trasferta | In trasferta | In trasferta | In trasferta | Totale | Totale | Totale | Totale | Totale | Totale | DR  |
| Competizione      | Punti | G       | V       | N       | P       | Gf      | Gs      | G            | V            | N            | P            | Gf           | Gs           | G      | V      | N      | P      | Gf     | Gs     | DR  |
| ----------------- | ----- | ------- | ------- | ------- | ------- | ------- | ------- | ------------ | ------------ | ------------ | ------------ | ------------ | ------------ | ------ | ------ | ------ | ------ | ------ | ------ | --- |
| 1. divisjon       | 15    | 15      | 1       | 3       | 11      | 18      | 34      | 15           | 2            | 3            | 10           | 19           | 33           | 30     | 3      | 6      | 21     | 37     | 67     | -30 |
| Coppa di Norvegia | -     | 1       | 1       | 0       | 0       | 1       | 0       | 2            | 1            | 0            | 1            | 2            | 2            | 3      | 2      | 0      | 1      | 3      | 2      | +1  |
| Totale            | -     | 16      | 2       | 3       | 11      | 19      | 34      | 17           | 3            | 3            | 11           | 21           | 35           | 33     | 5      | 6      | 22     | 40     | 69     | -29 |

### Statistiche dei giocatori
| Giocatore       | 1. divisjon | 1. divisjon | 1. divisjon | 1. divisjon | Coppa di Norvegia | Coppa di Norvegia | Coppa di Norvegia | Coppa di Norvegia | Coppe europee | Coppe europee | Coppe europee | Coppe europee | Altre coppe | Altre coppe | Altre coppe | Altre coppe | Totale   | Totale | Totale      | Totale     |
| Giocatore       | Presenze    | Reti        | Ammonizioni | Espulsioni  | Presenze          | Reti              | Ammonizioni       | Espulsioni        | Presenze      | Reti          | Ammonizioni   | Espulsioni    | Presenze    | Reti        | Ammonizioni | Espulsioni  | Presenze | Reti   | Ammonizioni | Espulsioni |
| --------------- | ----------- | ----------- | ----------- | ----------- | ----------------- | ----------------- | ----------------- | ----------------- | ------------- | ------------- | ------------- | ------------- | ----------- | ----------- | ----------- | ----------- | -------- | ------ | ----------- | ---------- |
| M. Aas          | 1           | 0           | 0           | 0           | 0                 | 0                 | 0                 | 0                 | ?             | ?             | ?             | ?             | ?           | ?           | ?           | ?           | 1+       | 0+     | 0+          | 0+         |
| U. Balstad      | 26          | 2           | 6           | 1           | 3                 | 0                 | 0                 | 0                 | ?             | ?             | ?             | ?             | ?           | ?           | ?           | ?           | 29+      | 2+     | 6+          | 1+         |
| E. Bellhcen     | 14          | 0           | 1           | 0           | 2                 | 0                 | 1                 | 0                 | ?             | ?             | ?             | ?             | ?           | ?           | ?           | ?           | 16+      | 0+     | 2+          | 0+         |
| K. Bråtebæk     | 21          | 2           | 2           | 2           | 3                 | 0                 | 1                 | 0                 | ?             | ?             | ?             | ?             | ?           | ?           | ?           | ?           | 24+      | 2+     | 3+          | 2+         |
| M. Brekke       | 28          | 9           | 2           | 0           | 2                 | 1                 | 2                 | 0                 | ?             | ?             | ?             | ?             | ?           | ?           | ?           | ?           | 30+      | 10+    | 4+          | 0+         |
| K. Eriksen      | 26          | 12          | 1           | 0           | 3                 | 0                 | 0                 | 0                 | ?             | ?             | ?             | ?             | ?           | ?           | ?           | ?           | 29+      | 12+    | 1+          | 0+         |
| M. Hanstad      | 3           | 1           | 0           | 0           | 0                 | 0                 | 0                 | 0                 | ?             | ?             | ?             | ?             | ?           | ?           | ?           | ?           | 3+       | 1+     | 0+          | 0+         |
| S. Hoberg       | 2           | 0           | 1           | 0           | 0                 | 0                 | 0                 | 0                 | ?             | ?             | ?             | ?             | ?           | ?           | ?           | ?           | 2+       | 0+     | 1+          | 0+         |
| K. Holtung      | 24          | 1           | 4           | 0           | 3                 | 0                 | 0                 | 0                 | ?             | ?             | ?             | ?             | ?           | ?           | ?           | ?           | 27+      | 1+     | 4+          | 0+         |
| E. Izuchukwu    | 26          | 3           | 6           | 0           | 3                 | 2                 | 0                 | 0                 | ?             | ?             | ?             | ?             | ?           | ?           | ?           | ?           | 29+      | 5+     | 6+          | 0+         |
| V. Moen         | 2           | 0           | 0           | 0           | 0                 | 0                 | 0                 | 0                 | ?             | ?             | ?             | ?             | ?           | ?           | ?           | ?           | 2+       | 0+     | 0+          | 0+         |
| E. Karlsen      | 1           | 0           | 0           | 0           | 0                 | 0                 | 0                 | 0                 | ?             | ?             | ?             | ?             | ?           | ?           | ?           | ?           | 1+       | 0+     | 0+          | 0+         |
| O. Korbøl       | 27          | 1           | 7           | 0           | 3                 | 0                 | 0                 | 0                 | ?             | ?             | ?             | ?             | ?           | ?           | ?           | ?           | 30+      | 1+     | 7+          | 0+         |
| P. Lennartsson  | 26          | 1           | 6           | 0           | 3                 | 0                 | 1                 | 0                 | ?             | ?             | ?             | ?             | ?           | ?           | ?           | ?           | 29+      | 1+     | 7+          | 0+         |
| S. Lund         | 0           | 0           | 0           | 0           | 0                 | 0                 | 0                 | 0                 | ?             | ?             | ?             | ?             | ?           | ?           | ?           | ?           | 0+       | 0+     | 0+          | 0+         |
| T. Martinsen    | 25          | 1           | 1           | 0           | 3                 | 0                 | 0                 | 0                 | ?             | ?             | ?             | ?             | ?           | ?           | ?           | ?           | 28+      | 1+     | 1+          | 0+         |
| M. Mbye         | 15          | 0           | 4           | 0           | 0                 | 0                 | 0                 | 0                 | ?             | ?             | ?             | ?             | ?           | ?           | ?           | ?           | 15+      | 0+     | 4+          | 0+         |
| V. Moen         | 2           | 0           | 0           | 0           | 0                 | 0                 | 0                 | 0                 | ?             | ?             | ?             | ?             | ?           | ?           | ?           | ?           | 2+       | 0+     | 0+          | 0+         |
| S. Mobasheri    | 1           | 0           | 0           | 0           | 0                 | 0                 | 0                 | 0                 | ?             | ?             | ?             | ?             | ?           | ?           | ?           | ?           | 1+       | 0+     | 0+          | 0+         |
| P. Nersveen     | 28          | 1           | 4           | 0           | 3                 | 0                 | 0                 | 0                 | ?             | ?             | ?             | ?             | ?           | ?           | ?           | ?           | 31+      | 1+     | 4+          | 0+         |
| I. Ouhadou      | 11          | 1           | 0           | 1           | 0                 | 0                 | 0                 | 0                 | ?             | ?             | ?             | ?             | ?           | ?           | ?           | ?           | 11+      | 1+     | 0+          | 1+         |
| D. Rexhaj       | 16          | 1           | 3           | 0           | 2                 | 0                 | 0                 | 0                 | ?             | ?             | ?             | ?             | ?           | ?           | ?           | ?           | 18+      | 1+     | 3+          | 0+         |
| H. Rønes        | 25          | 0           | 5           | 0           | 2                 | 0                 | 0                 | 0                 | ?             | ?             | ?             | ?             | ?           | ?           | ?           | ?           | 27+      | 0+     | 5+          | 0+         |
| Y. Sandbuløkken | 8           | 0           | 0           | 0           | 0                 | 0                 | 0                 | 0                 | ?             | ?             | ?             | ?             | ?           | ?           | ?           | ?           | 8+       | 0+     | 0+          | 0+         |
| R. Svindland    | 5           | 0           | 0           | 0           | 0                 | 0                 | 0                 | 0                 | ?             | ?             | ?             | ?             | ?           | ?           | ?           | ?           | 5+       | 0+     | 0+          | 0+         |
| F. Tervaniemi   | 22          | 0           | 0           | 0           | 3                 | 0                 | 1                 | 0                 | ?             | ?             | ?             | ?             | ?           | ?           | ?           | ?           | 25+      | 0+     | 1+          | 0+         |